# Graeme Gilmore
Graeme Gilmore (født 29. juni 1945 i Launceston) er en forhenværende cykelrytter fra Australien. Hans foretrukne disciplin var banecykling, hvor han har vundet medaljer ved nationale mesterskaber.
Gilmore startede i 101 seksdagesløb og vandt 12. Den sidste sejr kom i 1976, da han sammen med makkeren Dieter Kemper vandt Københavns seksdagesløb.
I 1966 blev han på landevej samlet nummer to ved etapeløbet Herald Sun Tour.
Han er far til cykelrytter Matthew Gilmore.